# Ford Zephyr
Ford Zephyr – samochód osobowy klasy średniej, a następnie klasy wyższej produkowany przez brytyjski oddział koncernu Ford Motor Company (Ford of Britain) w latach 1950–1972.

## Pierwsza generacja

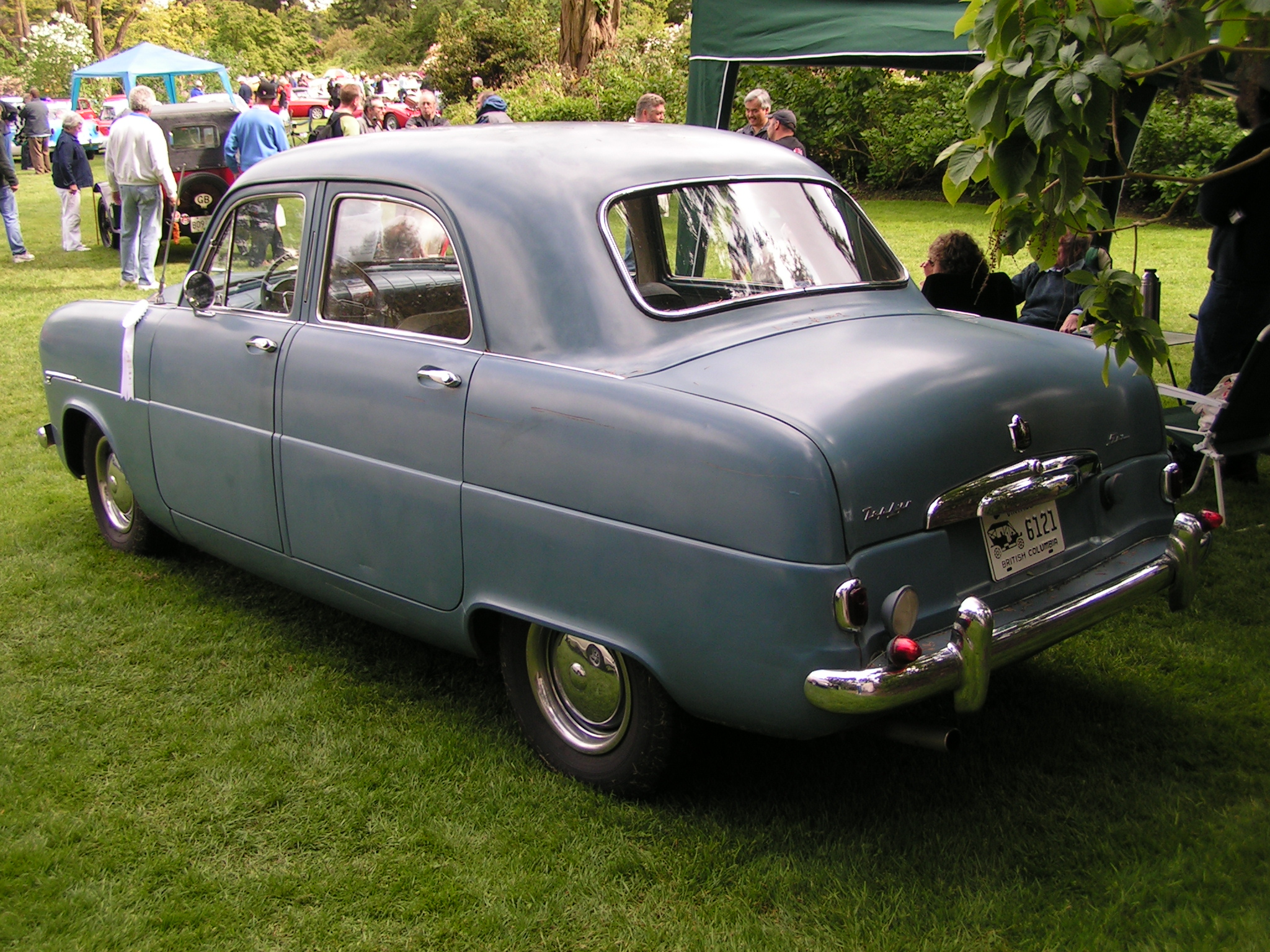
Ford Zephyr I - tył

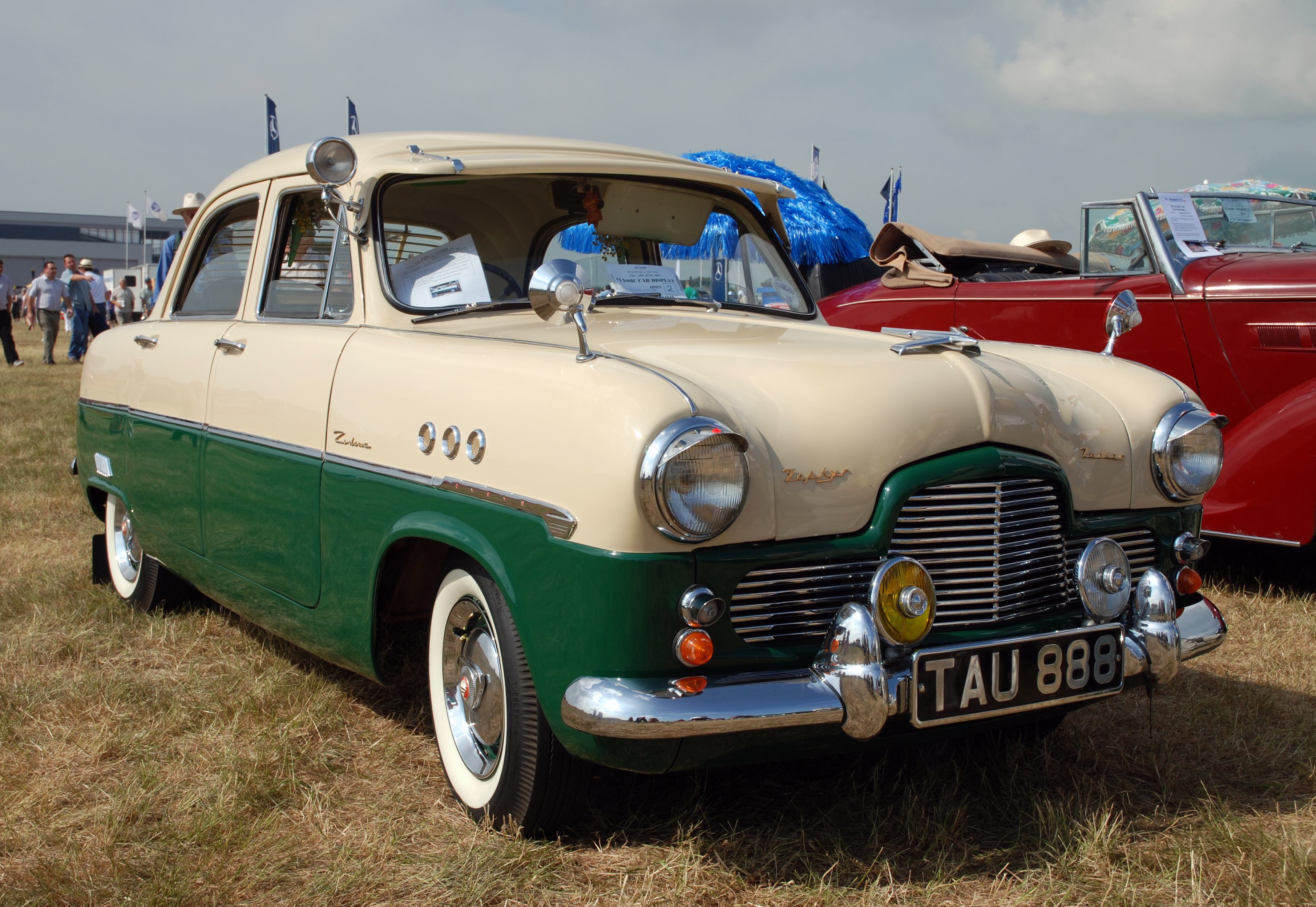
Ford Zodiac I

Ford Zephyr I został zaprezentowany po raz pierwszy w 1950 roku.
W 1950 roku brytyjski oddział Forda przedstawił, topowy model Zephyr, który oparty został na tańszym i pozycjonowanym w ofercie niżej sedanie Consul. Pierwsza generacja modelu była pojazdem klasy średniej, wyróżniając się obłą, zaokrągloną sylwetką przyozdobioną licznymi chromownaymi akcentami. Charakterystycznym elementem było zabudowane tylne nadkole, a także zwężana ku tyłowi sylwetka nadwozia.

### Zodiac
W 1954 roku Ford poszerzył swoją ofertę modelową o jeszcze bogatszy wariant modelu Zephyr, który otrzymał nazwę Ford Zodiac. Odróżniała się ona dwukolorowym malowaniem nadwozia, innym wzorem atrapy chłodnicy i większą liczbą chromowanych akcentów. 

### Silnik
- L6 2.2l OHV

## Druga generacja

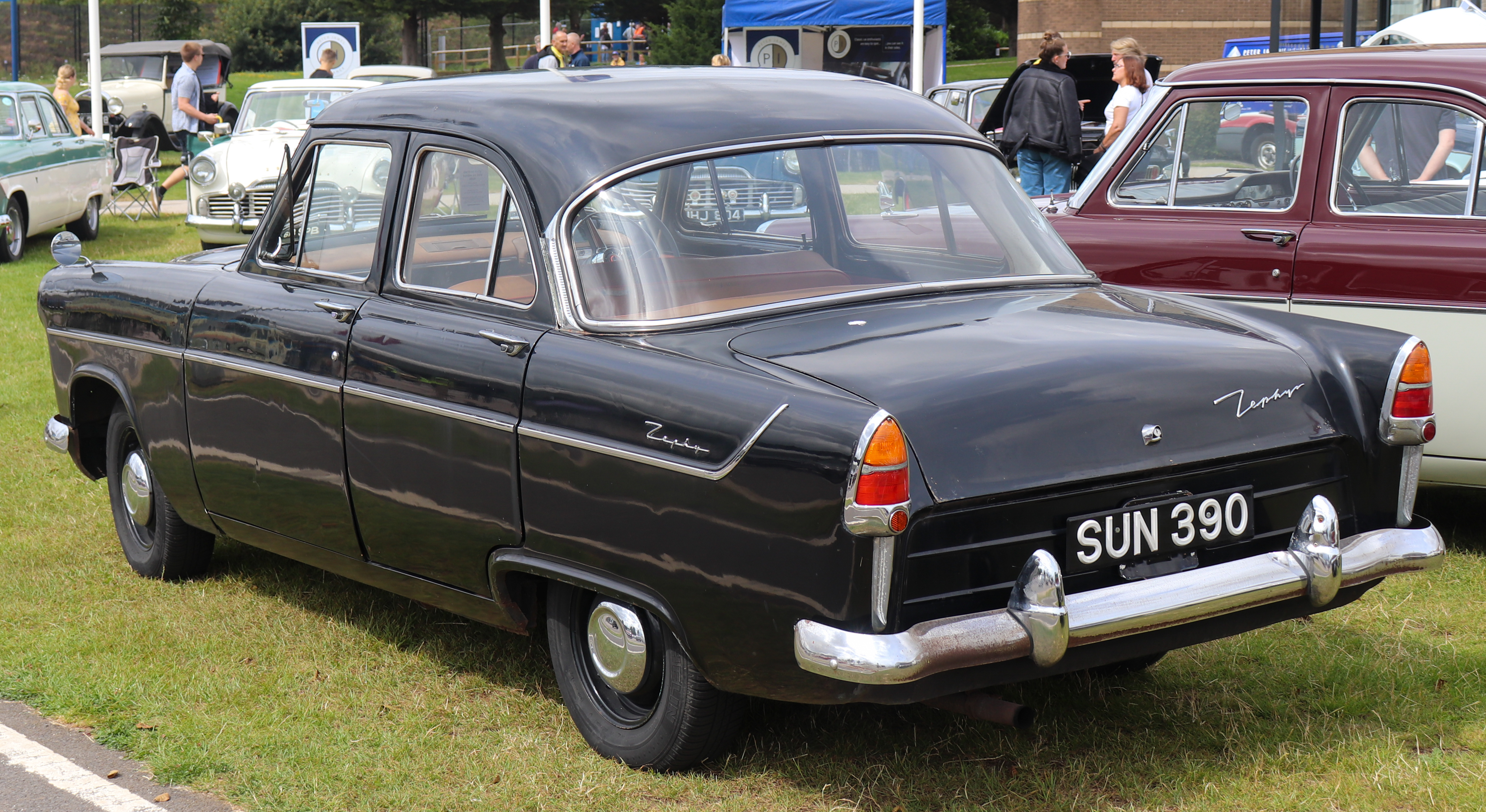
Ford Zephyr II - tył

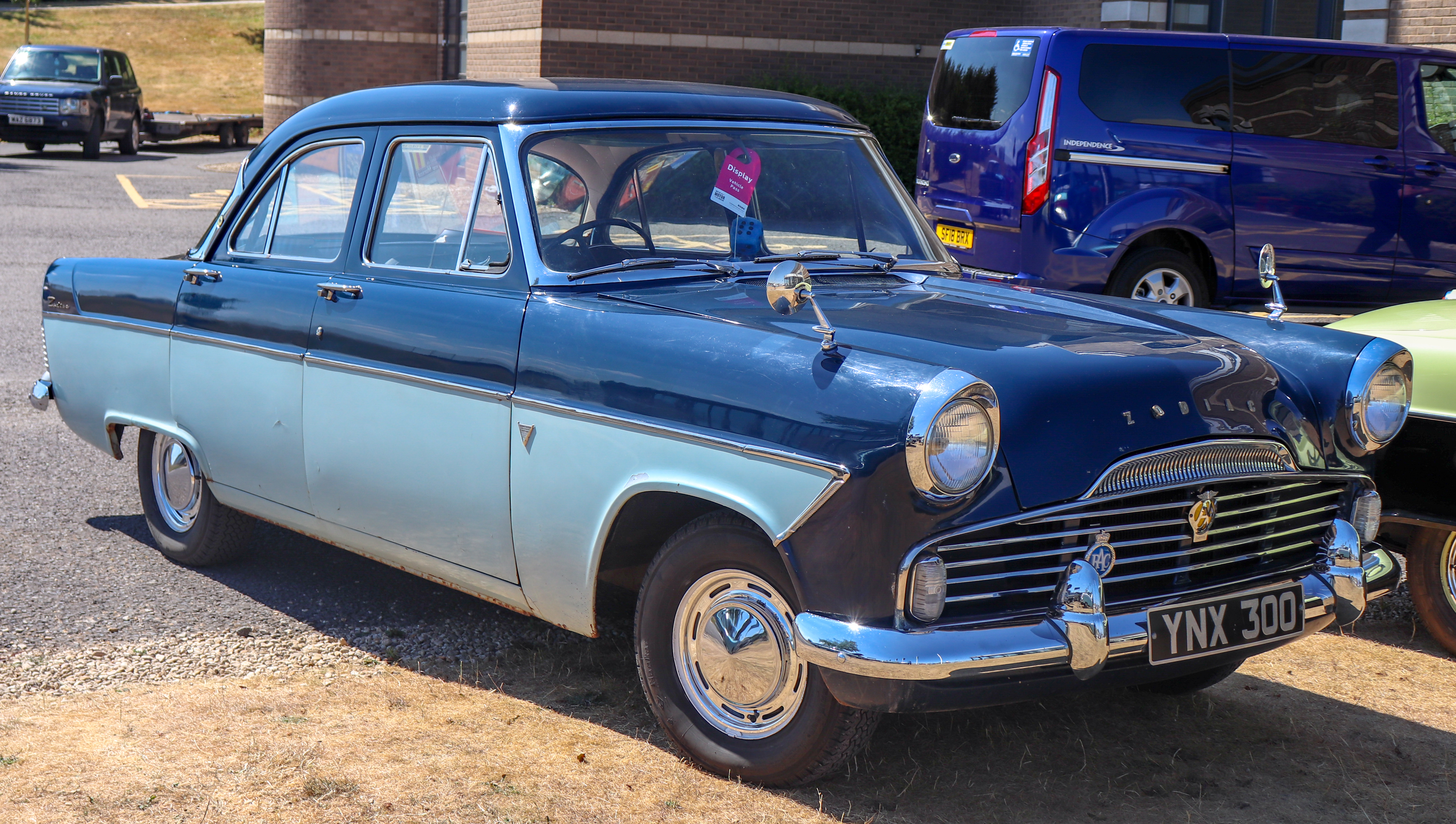
Ford Zodiac II

Ford Zephyr II został zaprezentowany po raz pierwszy w 1956 roku.
Druga generacja Zephyra przeszła istotne modyfikacje w stosunku do poprzednika, stając się znacznie większym samochodem klasy wyższej. Topowa limuzyna Forda zyskała szersze oraz dłuższe, smuklejsze nadwozie, a także wyraźniej zaznaczone reflektory i większą, chromowaną atrapę chłodnicy. Kabina pasażerska razem z przedziałem bagażowym stała się pojemniejsza. Opcja dwukolorwego nadwozia obejmowała teraz także podstawowy wariant Zephyr.

### Zodiac
Podobnie jak w przypadku poprzednika, także i oferta drugiej generacji Zephyra została poszerzona o luksusowy, topowy model Zodiac. Charakteryzował się bogatszym wyposażeniem, a także większą liczbą chromowanych ozdobników, które zdobiły nie tylko pas przedni, ale i tylną część nadwozia.

### Silnik
- L6 2.5l OHV

## Trzecia generacja

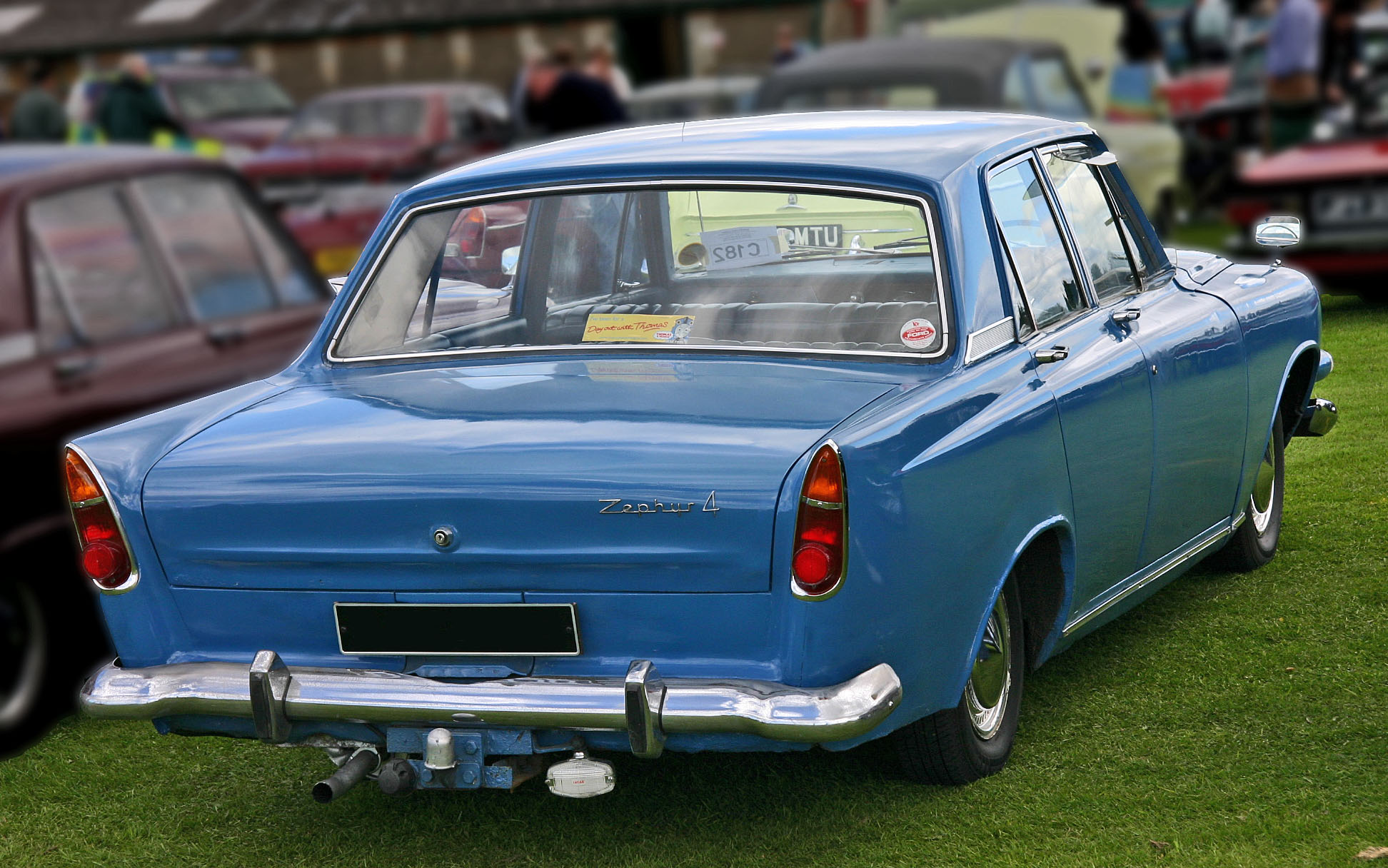
Ford Zephyr III - tył

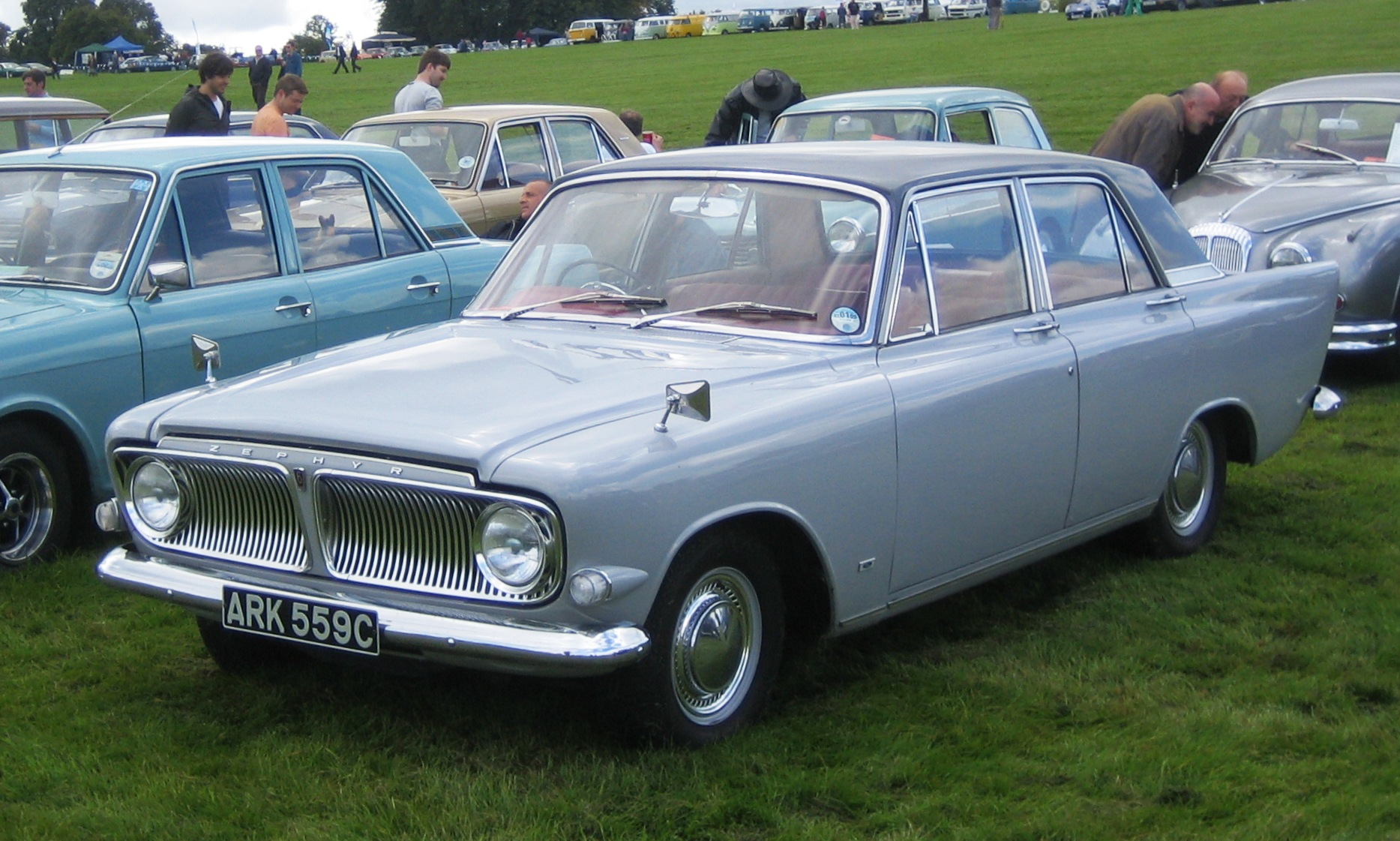
Ford Zephyr III 6

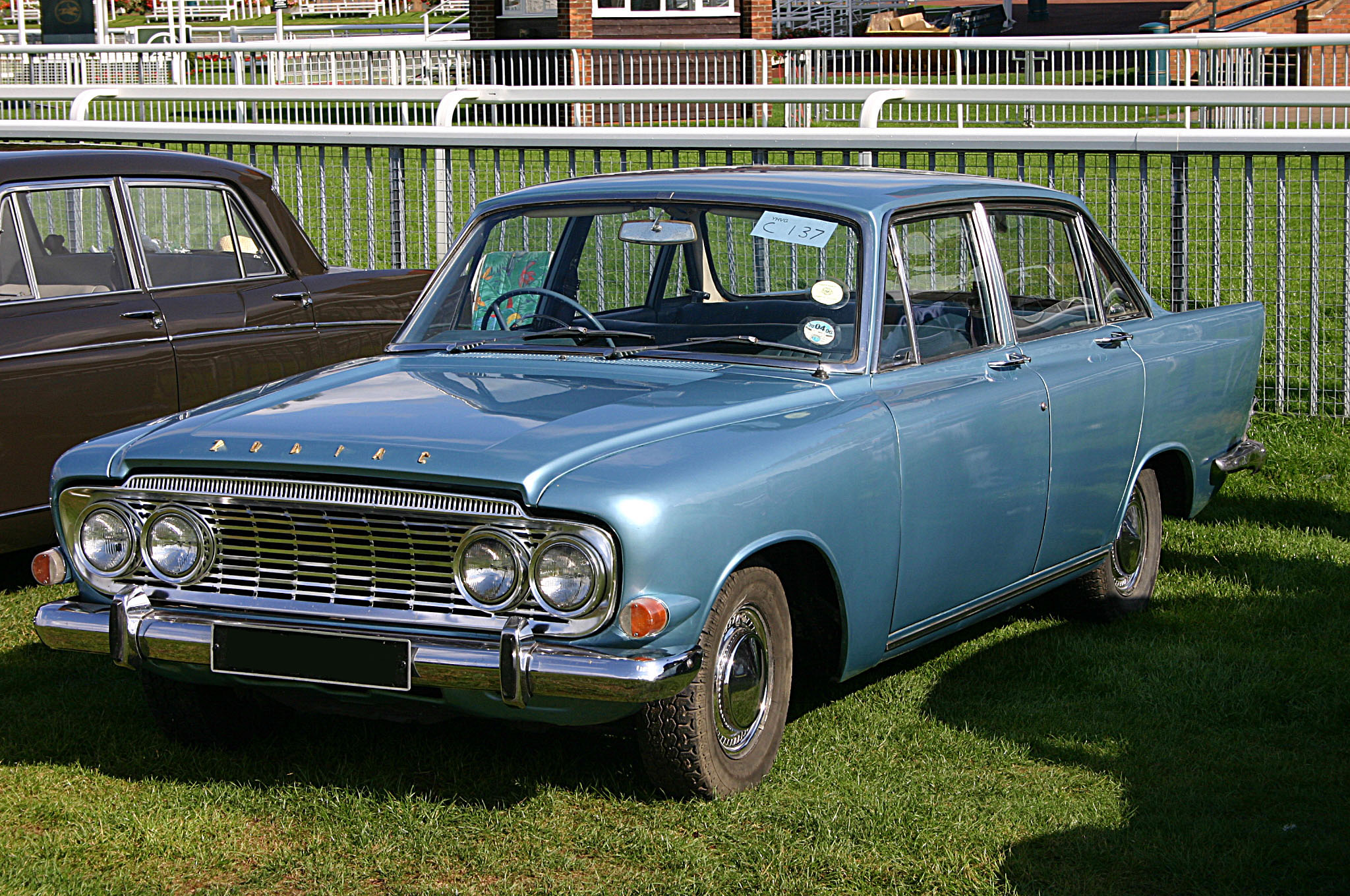
Ford Zodiac III

Ford Zephyr III został zaprezentowany po raz pierwszy w 1962 roku.
Trzecia odsłona Forda Zephyra powstała w zupełnie nowym kierunku stylistycznym, porzucając zaokrąglone kształty nadwozia. Samochód zyskał bardziej kanciaste proporcje, z wyraźniej zaznaczoną linią nadkoli, drzwi oraz błotników. Przód zdobiły okrągłe reflektory i duża, chromowana atrapa chłodnicy, z kolei tył zdobiły podłużne, wąskie tylne lampy umieszczone pionowo z delikatnym odchyleniem na zewnętrzne strony.
Równolegle z trzecią, podstawową odsłoną Zephyra, ofertę poszerzyła także droższa odmiana Zephyr 6, która charakteryzowała się innym wyglądem pasa przedniego. Pojawiła się tutaj dwuczęściowa atrapa chłodnicy dzielona w połowie poprzeczką w kolorze malowania nadwozia.

### Zodiac
Topowym modelem w ofercie Forda ponownie stała się luksusowa odmiana Zodiac. Charakteryzowała się ona bogatszym wyposażeniem, a także innym wyglądem zewnętrznym. Z przodu pojawiła się dodatkowa para reflektorów, a nadwozie zdobiło więcej chromowanych ozdobników.

### Silnik
- L4 1.7l OHV

## Czwarta generacja

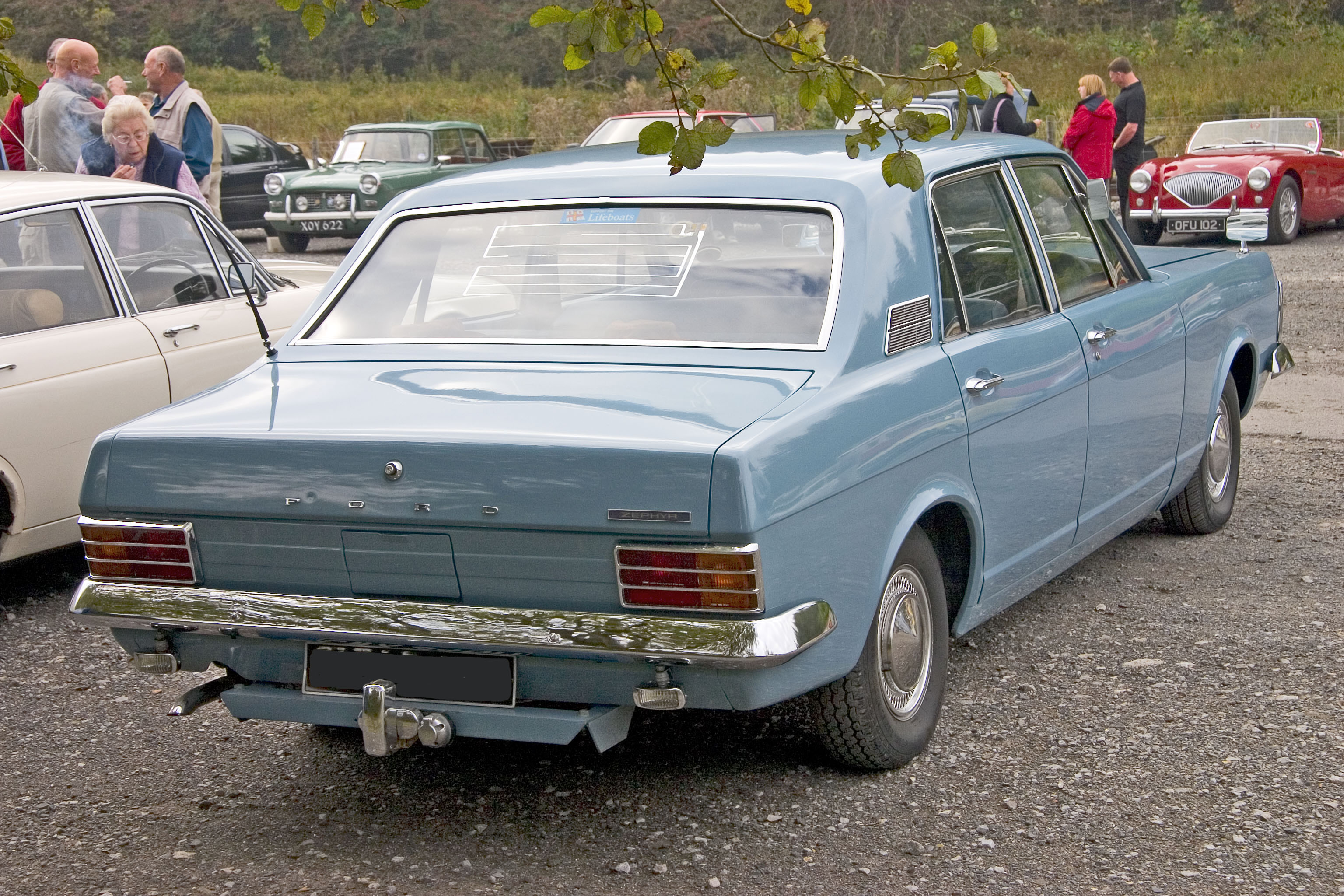
Ford Zephyr IV - tył

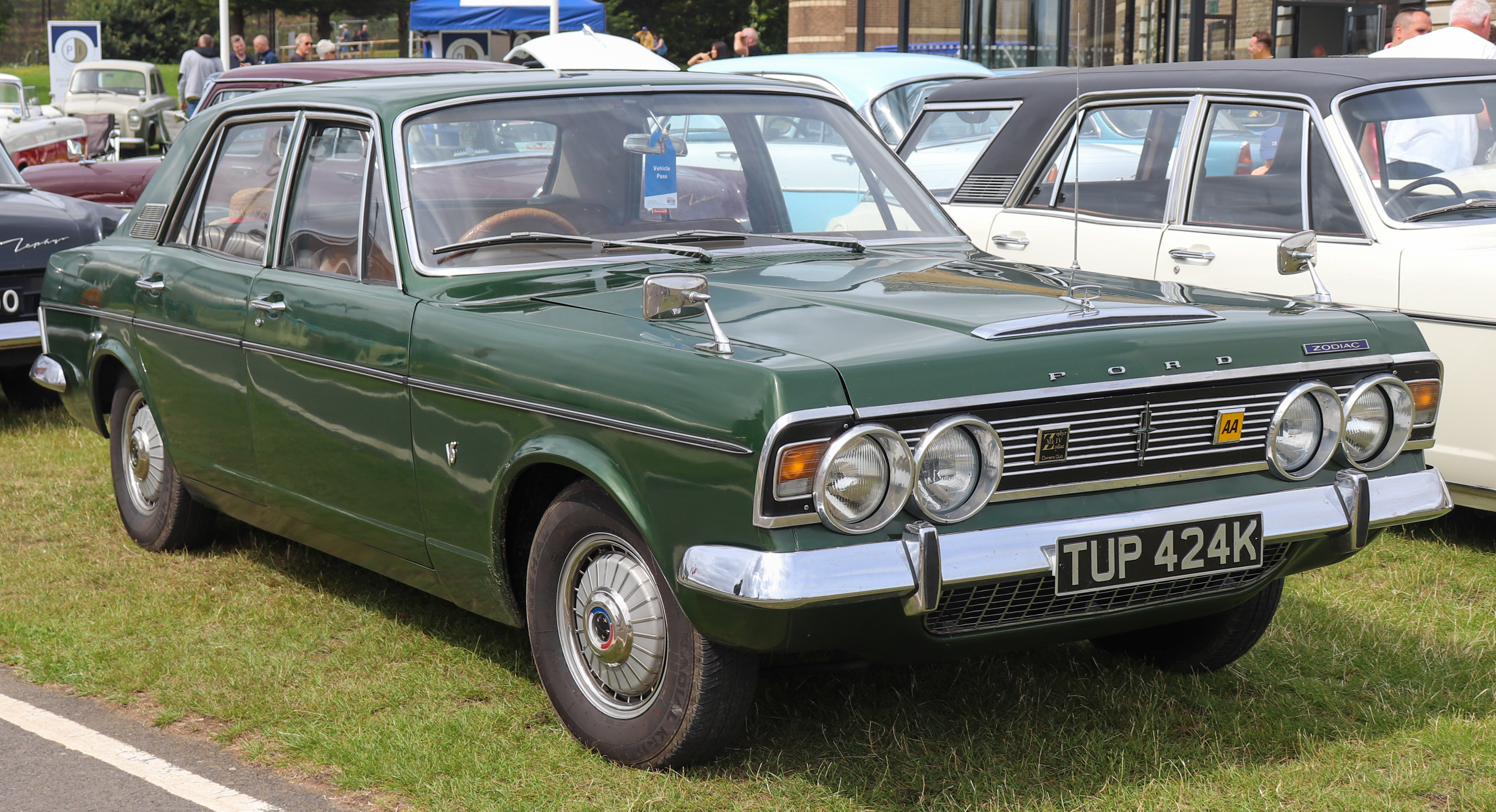
Ford Zodiac IV

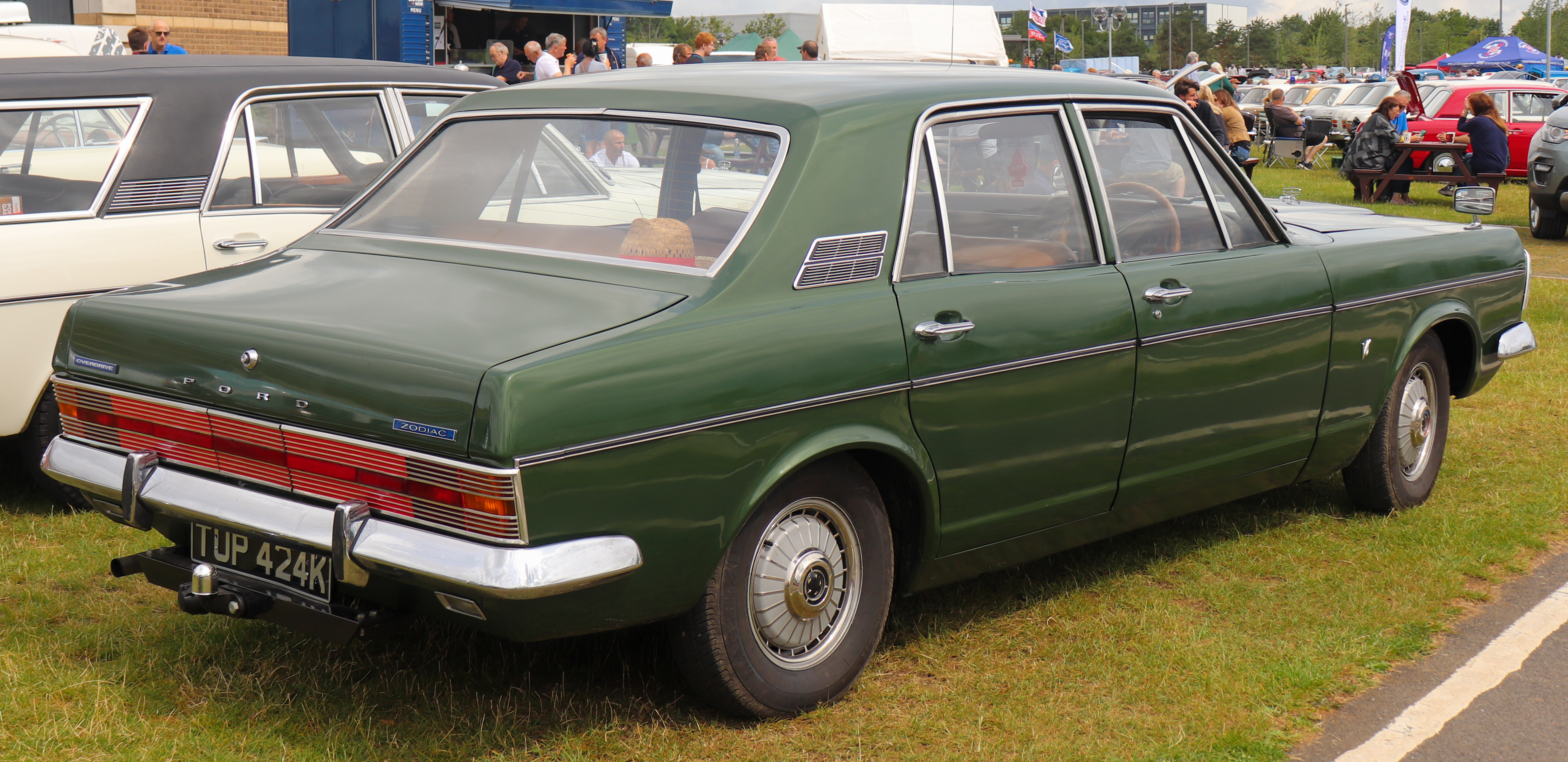
Ford Zodiac IV - tył

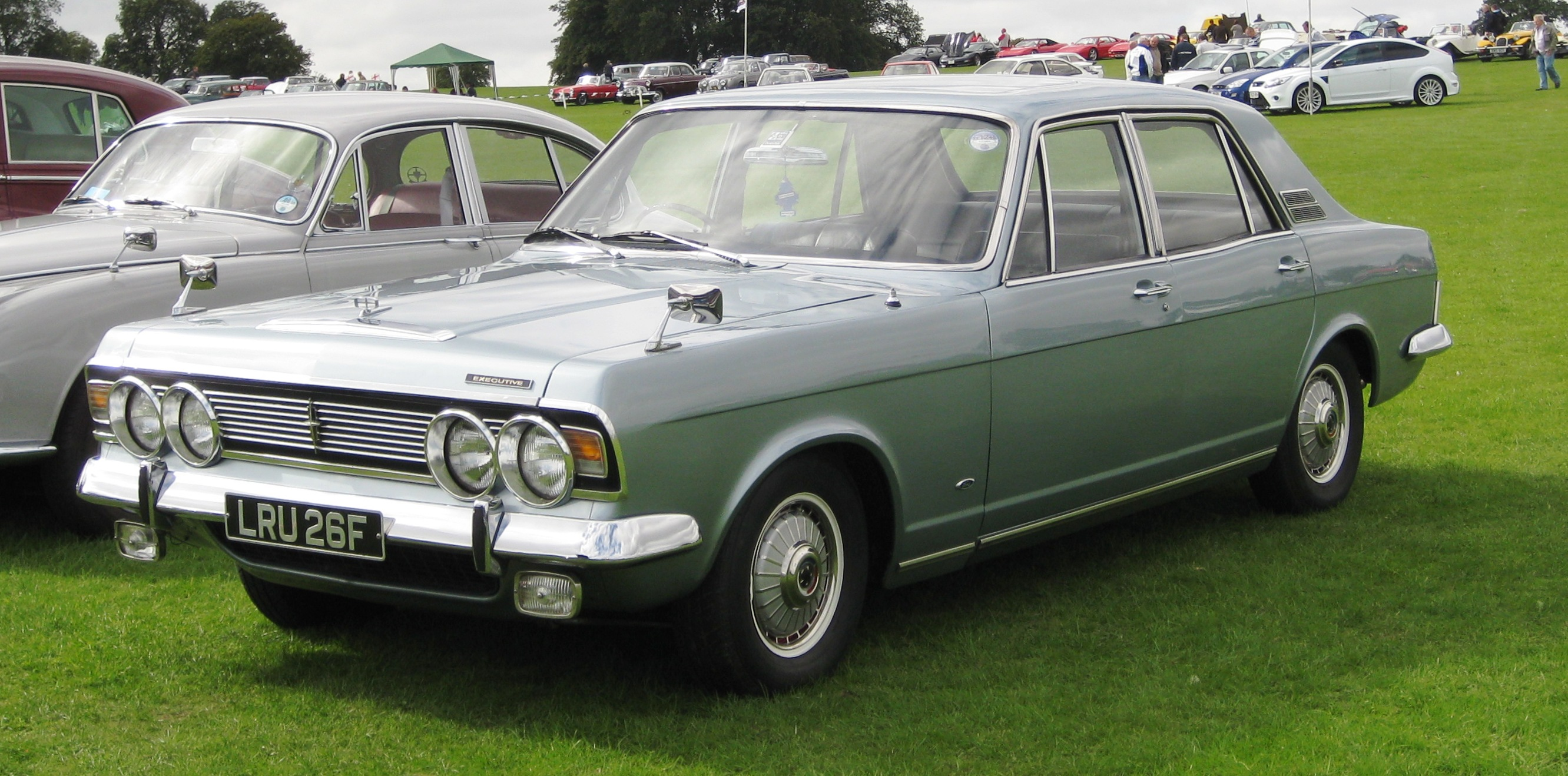
Ford Executive

Ford Zephyr IV został zaprezentowany po raz pierwszy w 1966 roku.
Czwarta i ostatnia generacja Forda Zephyra powstała jako zupełnie nowa konstrukcja, w dalszym stopniu zmierzając w stronę kanciastych proporcji nadwozia. Nadwozie zyskało smuklejsze proporcje, z wyraźnymi przetłoczeniami i lusterkami bocznymi umieszczonymi na krawędziach przednich błotników. Z przodu pojawiła się węższa atrapa chłodnicy przedzielona w połowie chromowaną poprzeczką, a mniejsze, okrągłe reflektory zdobiły okalające je kierunkowskazy z zaokrąglonymi krawędziami. Tył zdobiły z kolei wąskie, prostokątne reflektory.

### Zodiac
Jedną z dwóch luksusowych odmian opartych na Fordzie Zephyrze czwartej generacji ponownie był odel Zodiac, który poza bogatszym wyposażeniem tym razem otrzymał rozleglejsze zmiany wizualne. Zdobione większą liczbą chromowanych ozdobników nadwozie otrzymało z przodu dwie pary okrągłych reflektorów, a także większą, chromowaną atrapę chłodnicy i biegnący przez całą szerokość tyłu pas oświetlenia.

### Executive
Nowością w gamie ostatniej generacji Forda Zephyra była jeszcze droższa odmiana Ford Executive, która plasowała się powyżej modelu Zodiac z najdłuższą listą wyposażenia dodatkowego. Otrzymała ona inny wzór felg, więcej chromowanych ozdobników i dodatkowe oświetlenie na zderzaku.

### Koniec produkcji i następca
Trwająca 6 lat produkcja Forda Zephyra zakończyła się we wszystkich krajach, gdzie go wytwarzano, w 1972 roku. Następcą na rynku europejskim i południowoafrykańskim stał się model Granada, z kolei w Australii i Nowej Zelandii - trzecia generacja modelu Falcon.

### Silniki
- V4 2.0l
- V6 2.5l

## Zephyr w popkulturze

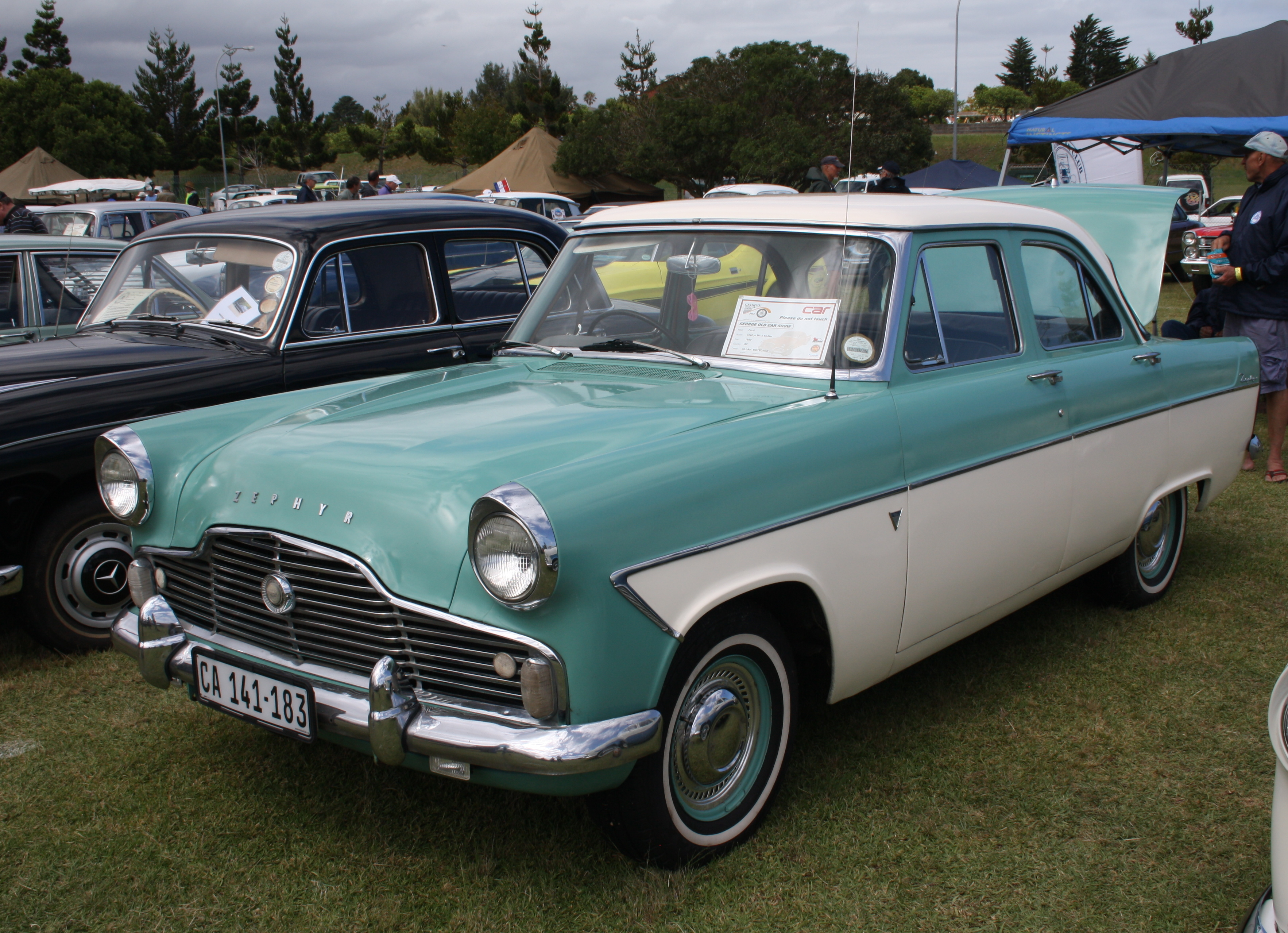
Ford Zephyr II w Kapsztadzie

Ford Zephyr odegrał kluczową rolę w kształtowaniu się kontrkultury Zef wśród białej społeczności w Republice Południowej Afryki, od którego zaczerpnęła ona swoją nazwę. 
Zephyr, który przez wszystkie 22 lata był lokalnie wytwarzany w RPA, zdobył tam dużą popularność. W subkulturze właścicieli tego modelu utarło się określenie zef, którzy nazywali tak siebie w związku z posiadanym samochodem.